# Monté-SM (kallblod)
Monté-SM är ett montélopp för svenskfödda kallblod som rids på Bergsåker travbana utanför Sundsvall varje år på hösten. Loppet rids över 2 140 meter med autostart. Förstapris är 100 000 kronor. Första upplagan av Monté-SM reds 2011. Premiärupplagan vanns av Ivarsqvick, riden av Stina Swartling.

## Vinnare
| År   | Häst         | Ryttare              | Tränare          | Vinnarodds | Vinnartid |
| ---- | ------------ | -------------------- | ---------------- | ---------- | --------- |
| 2021 | Don Viking   | Lena Fritz           | Stefan Dellbro   | 1,98       | 1.24,3    |
| 2020 | Don Viking   | Lena Fritz           | Stefan Dellbro   | 3,64       | 1.23,6    |
| 2019 | Wilda Fille  | Emilia Leo           | Jan-Olov Persson | 2,33       | 1.24,6    |
| 2018 | Wilda Fille  | Emilia Leo           | Jan-Olov Persson | 7,02       | 1.26,1    |
| 2017 | Blås Undan   | Emilia Leo           | Bror Grönlund    | 2,28       | 1.26,2    |
| 2016 | Torwall      | Johanna Stark        | Jan-Olov Åberg   | 28,14      | 1.25,7    |
| 2015 | Trippa Undan | Emilia Leo           | Bror Grönlund    | 4,28       | 1.25,2    |
| 2014 | Nordvanja    | Susanne H. Osterling | Gunnar Melander  | 3,27       | 1.24,4    |
| 2013 | Odin Tabac   | Johanna Hedlund      | Håkan Wallberg   | 1,41       | 1.26,8    |
| 2012 | Nordblomma   | Pernilla Edman       | Gunnar Melander  | 2,10       | 1.26,2    |
| 2011 | Ivarsqvick   | Stina Swartling      | Magnus Träff     | 7,80       | 1.27,7    |